# Gare du Stade de France - Saint-Denis
Gare du Stade de France - Saint-Denis vasútállomás és RER állomás Franciaországban, Párizs településen, Saint-Denis városrészen.

## Vasútvonalak
Az állomást az alábbi vasútvonalak érintik:
- Párizs-Lille-vasútvonal

## Kapcsolódó állomások
A vasútállomáshoz az alábbi állomások vannak a legközelebb:
- Gare de Saint-Denis (D RER-vonal)
- Paris Gare du Nord (Gare de Melun, Gare de Malesherbes, D RER-vonal)

## Lásd még
- Franciaország vasútállomásainak listája
- A RER állomásainak listája